# Золота медаль імені П. Л. Капиці
Золота медаль імені П. Л. Капіци присуджується Російською академією наук з 1994 року за видатні роботи з фізики. Нагородженим може стати як російський, так і закордонний вчений. Має ім'я російського фізика Петра Леонідовича Капиці.

## Нагороджені вчені
| рік  | лауреат премії     | За які роботи |
| ---- | ------------------ | --- |
| 1994 | Олли Лоунасмаа     | За найбільші досягнення в фізиці низьких температур . |
| 1999 | О. Ф. Андрєєв      | За цикл наукових робіт в галузі фізики низьких температур. |
| 2004 | О. М. Сокирянський | За цикл робіт «Створення накопичувачів заряджених частинок для досліджень по фізиці елементарних частинок і для використання їх в якості джерел синхротронного випромінювання для різноманітних досліджень». |
| 2009 | В. Ф. Гантмахер    | За цикл робіт «Колективні явища в електронних системах при низьких температурах». |
| 2014 | С. М. Стішов       | За цикл експериментальних досліджень в галузі фізики високих тисків . |
| 2019 | В. В. Дмитрієв     | За відкриття нових надплинних фаз і топологічних станів рідкого ³Не. |